# كريستين تسيغلر
كريستين تسيغلر أو كريستين زيغلر (بالفرنسية: Christiane Ziegler) (ولدت في 3 مايو/أيار عام 1942 في جزيرة سور-لا-سورغ L'Isle-sur-la-Sorgue في فرنسا) هي عالمة مصريات (أحد فروع علم الآثار وهو علم يختص بدراسة تاريخ مصر القديمة) فرنسية وأمينة متحف ومديرة سابقة لقسم الآثار المصرية بمتحف اللوفر ورئيسة البعثة الأثرية من متحف اللوفر إلى قرية سقارة في محافظة الجيزة في مصر.

## حياتها المبكرة
كانت تسيغلر طالبةً في معهد الدراسات السياسية بباريس. درست تحت إشراف البروفيسور نيكولاس جريمال، وتخرجت من جامعة باريس السوربون.  بدأت دراسة علم المصريات بأطروحة عن الملكة تيي زوجة أمنحتب الثالث.  كانت فترة تدريب تسيغلر في قسم الآثار الشرقية في متحف اللوفر.

## حياتها المهنية
بدأت تسيغلر حياتها المهنية مدرّسة في مدرسة ثانوية. وخلال الفترة ما بين 1994-2004، عُيّنَت مديرة وحدة الأبحاث في متحف اللوفر، الذي يركز عمله على منطقة الأقصر (طيبة سابقًا). في حين أن الغرض المبدئي من بعثتها كان تحديد مصطبة أخت حتب ]مدفن مصري قديم[، لكنها حددت أيضًا مصطبتين أخريين في المملكة القديمة، والعديد من المدافن التي يرجع تاريخها إلى الأسرة السادسة والعشرين حتى الأسرة الثلاثين، بالإضافة إلى المستوطنات القبطية. وقامت خلال ذلك الوقت بالتنقيب وكتابة كتاب عن قبر الفرعون أخت حتب، مع إيلاء اهتمام خاص للمنحوتات. عَثَرَ الفريق بقيادة تسيغلر على المئات من المومياءات في متاهة من الكهوف تحت الأرض، وعلى الأرجح أنّها كانت مقبرة للعديد من الأسر المصرية القديمة، مكتظةً بالأعمدة والأروقة في سقارة.
كانت تسيغلر قيّمةً على العديد من المعارض الكبرى، ولا سيما ’’تاريخ الكتابة Origins of Writing‘‘ (باريس - القصر الكبير عام 1982) ’’تانيس ]وتعرف أيضًا باسم صان الحجر[، ذهب الفراعنة Tanis, the gold of the Pharaohs‘‘ (باريس - القصر الكبير وإدنبرة بين عامي 1987 - 1988)، و’’مذكرات مصر Memoirs of Egypt‘‘ (باريس - برلين عام 1990)، ’’الهوس بالمصريات Egyptomania‘‘ (باريس وأوتاوا وفيينا بين عامي 1994- 1996) و’’الفن المصري في عصر الأهرامات Egyptian Art in the Age of the Pyramids‘‘ (باريس - نيويورك – تورنتو بين عامي 1999 - 2000). ونظمت تسيغلر في معرضها ’’الفراعنة The Pharaohs‘‘ (البندقية – باريس – مدريد – البحرين – فالنسيا بين عامي 2002-2007) 300 تحفة من روائع مصر القديمة جُمِعَت لأوّل مرّة لتُعرَض من منظورين؛ من ناحية كونها صورًا ضخمة عظيمة فهي معروفة جيدًا، وثانيًا كشخص بشري يعرّف بنفسه بأنّه وسيط إلهي. صُمِّمَ المعرض في المتحف الوطني في البحرين الذي يضمّ 120 موضوع من قبل المهندسة المعمارية المقيمة في القاهرة أجنيسزكا دوبرولسكا Agnieszka Dobrowolska. ووفقًا لتيسغلر، فإن معرض ’’ملكات مصر Queens of Egypt‘‘ (يوليو/تموز – سبتمبر/أيلول عام 2008، منتدى غريمالدي في موناكو) هو الأوّل الذي يُخصّص بالكامل لملكات مصر مع كونه فريدًا من حيث عدد ونوعية القطع المُجمّعَة من أعظم المتاحف في العالم. وأقامت معرضًا دوليًا في موقع سقارة بين عامي 2011 -2012 .
تسيغلر هي عضو في العديد من الجمعيات العلميّة مثل اللجنة الدولية لليونسكو للمتاحف الجديدة في أسوان والقاهرة والمجلس العلمي للمعهد الفرنسي للآثار الشرقية وهيئة الحفريات التابعة لقسم الشؤون الخارجية بالمعهد الألماني للآثار ونائبة رئيس منظمة أصدقاء المتاحف في مصر وعضو في المجلس العلمي لوكالة متاحف فرنسا المسؤولة عن برنامج متحف اللوفر أبو ظبي وتشارك في مجلس المتحف الوطني للتاريخ والفن.

## الجوائز
حصلت تسيغلر على جائزة غاستون ماسبيرو لإنجاز العمر الممنوحة من قبل أكاديمية النقوش والآداب في فرنسا وفي عام 2008 مُنِحَت جائزة وسام جوقة الشرف ووسام الاستحقاق الوطني الفرنسي.

## منشورات مختارة
- مع هيرفي شامبليون وديان هارلي، مصر بقلم جان فرانسوا شامبليون – يوميات ورسائل السفر، إصدار جان بول مينغيس - 1989
- مع كريستوف باربوتين وماري هيلين روتشوفسكايا، متحف اللوفر: الآثار المصرية، متحف اللوفر، إصدار سكالا - 1990
- مصطبة أخت حتب: معبد جنائزي للمملكة القديمة، إصدار مجموعة المتاحف الوطنية - 1993
- مع جان مارسيل هامبرت وميشيل بانتازي، مصر: مصر في الفن الغربي، 1730-1930، إصدار مجموعة المتاحف الوطنية - 1994
- مع غوليميت أندرو وماري هيلين روتشوفسكايا، مصر القديمة في متحف اللوفر، إصدار مجموعة هاشيت - 1997
- المهمة الأثرية للوفر في سقارة. آخر الاكتشافات على ضوء معرض أكاديمية النقوش والآداب – 1997
- التماثيل المصرية للمملكة القديمة، في مجموعة فهارس اللوفر، إصدار مجموعة المتاحف الوطنية - 1997
- فن المملكة المصرية القديمة: وقائع الندوة التي نظمها القسم الثقافي في متحف اللوفر في 3 - 4 أبريل/نيسان 1998، إصدار المستندات الفرنسية - 1999
- مع جان بيار آدم، أهرامات مصر، إصدار مجموعة هاشيت - 1999
- مع جان لوك بوڤوت، الفن والآثار: مصر القديمة، في مجموعة متحف اللوفر، إصدار مجموعة المتاحف الوطنية -2001
- الفراعنة، إصدار مجموعة فلاماريون - 2002

•	كتاب ’’الجاثم accroupi‘‘ إصدار مجموعة المتاحف الوطنية – 2002
- مع آني غاس، لوحة حورس فوق التماسيح، إصدار مجموعة المتاحف الوطنية - 2004
- مع جان لوك بوڤوت، الفن المصري إصدار دار لاروس - 2004
- فرعون، إصدار مجموعة فلاماريون - 2004
- مع هيرفي شامبليون، مصر بقلم جان فرانسوا شامبليون – يوميات ورسائل السفر، إصدار لودي - 2005
- مصطبة أخت حتب. حفريات اللوفر في موقع سقارة - بيترز - لوفيان (بلجيكا) – مارس/آذار 2007
- سقارة - مقابر العصر الفرعوني المتأخر - بيترز - لوفين (بلجيكا) – 2008